# 한나 크리츨로우

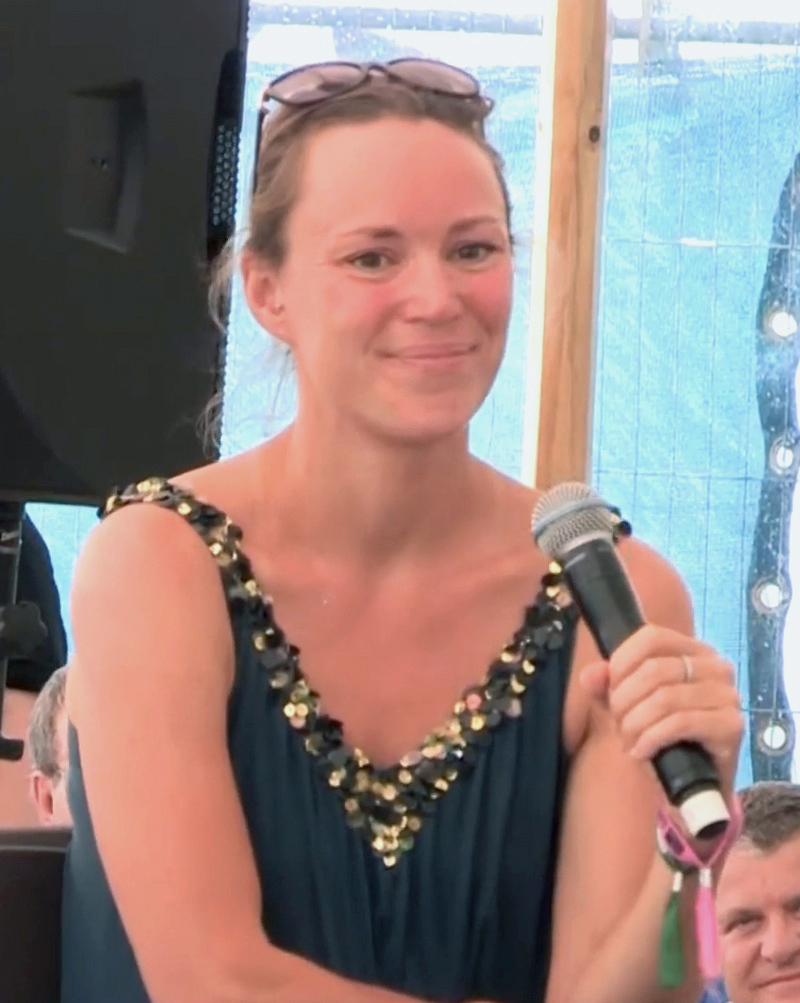

한나 크리츨로우 ( Hannah Critchlow; 1980년 ~ ) 은 영국의 과학자이다. 주요 연구 대상은 세포와 분자 신경학이다. 2014년 영국의 과학 위원회에서는 그녀에게 10명의 가장 훌륭한 소통을 잘하는 과학자 중의 한명으로 선정하였다.  2019년의 네이처는 그녀를 케임브리지 대학교의 "떠오르는 별" 중 하나로 선정하였다.

## 운명의 과학
2020년에 한국어로 번역되어 출판된 이 책은 '운명과 자유의지에 관한 뇌과학'이 부제목으로 많은 인기를 얻었다.